# 3544 Borodino
3544 Borodino eller 1977 RD4 är en asteroid i huvudbältet som upptäcktes den 7 september 1977 av den rysk-sovjetiske astronomen Nikolaj Tjernych vid Krims astrofysiska observatorium på Krim. Den har fått sitt namn efter den ryska byn Borodino.
Asteroiden har en diameter på ungefär 8 kilometer.